# ヴィオリカ・ダンチラ
ヴァシリカ・ヴィオリカ・ダンチラ（ルーマニア語: Vasilica Viorica Dăncilă、ルーマニア語発音: [va.siˈli.ka vi.o'ri.ka dənˈtʃi.lə]、1963年12月16日 - ）は、ルーマニアの政治家。同国首相、社会民主党党首などを歴任。同国初の女性首相である。

## 経歴
テレオルマン県ロシオリイ・デ・ヴェデ出身。1988年、プロイェシュティの石油ガス研究院油井掘削・炭化水素鉱床開発学部卒業。2006年には、ブカレストの国立政治行政大学から欧州公共圏論の修士号を取得した。
大学卒業後、工業高校教諭や石油会社ペトロムSAのエンジニアとして働くかたわら、1996年に社会民主党に入党。それ以降、同党や地方行政でさまざまな役職を歴任し、テレオルマン県議会議員在任中の2009年に社会民主党から欧州議会議員に当選した。欧州議会では社会民主進歩同盟に所属したが、特に法案を起草することはなかった。
2014年、欧州議会議員に再選。当時は欧州議会でルーマニア社会民主党議員団長や農業・地方開発委員会副委員長を務める一方、女性の人権・男女機会均等委員会、地域開発委員会に所属した。2015年には欧州議会議員賞の農業部門最終候補に選出され、2017年にも女性の人権・男女機会均等と研究・イノベーションの2つの部門で欧州議会議員賞にノミネートされた。

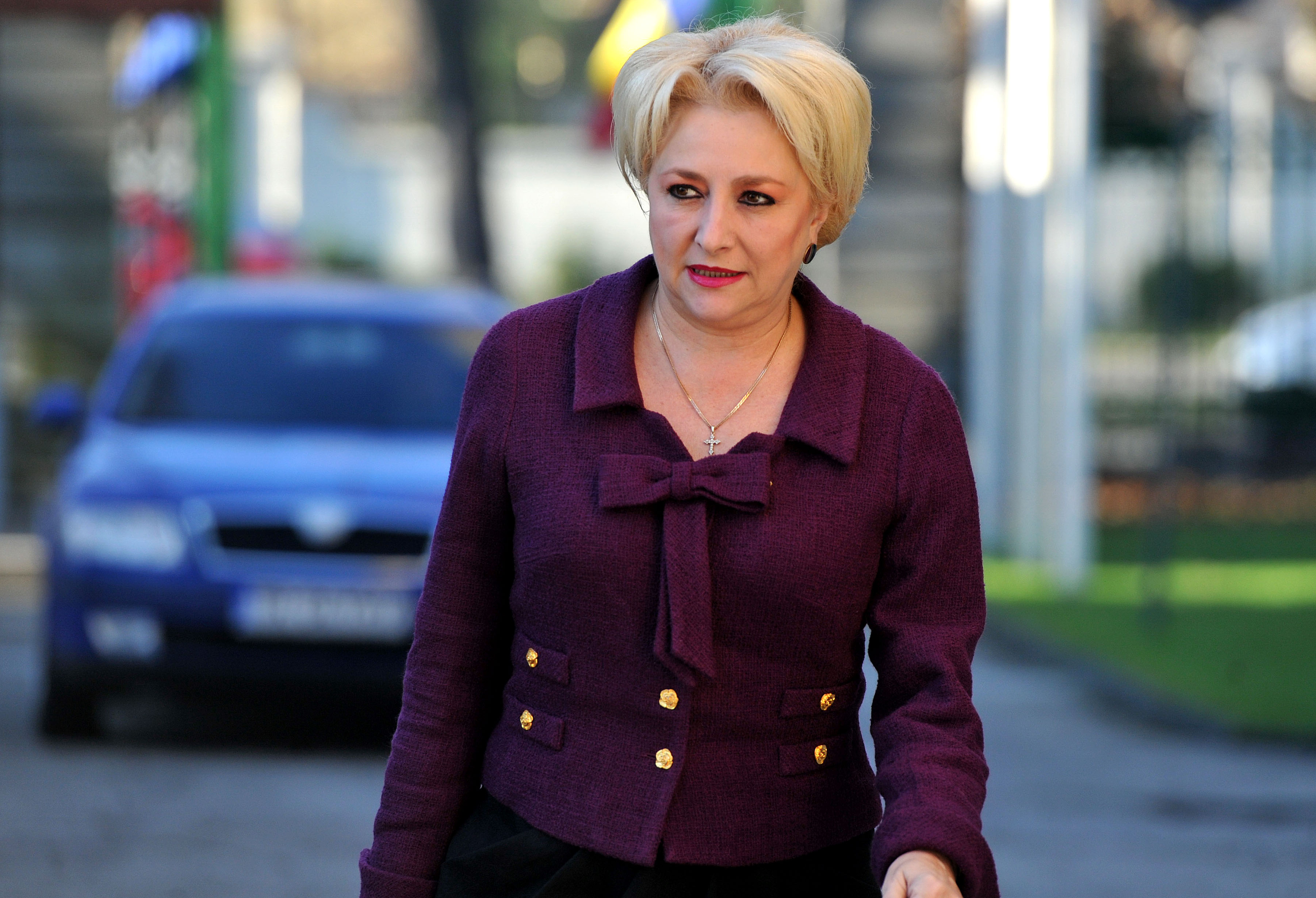
2014年12月13日、社会民主党年金生活者部会の会合にて

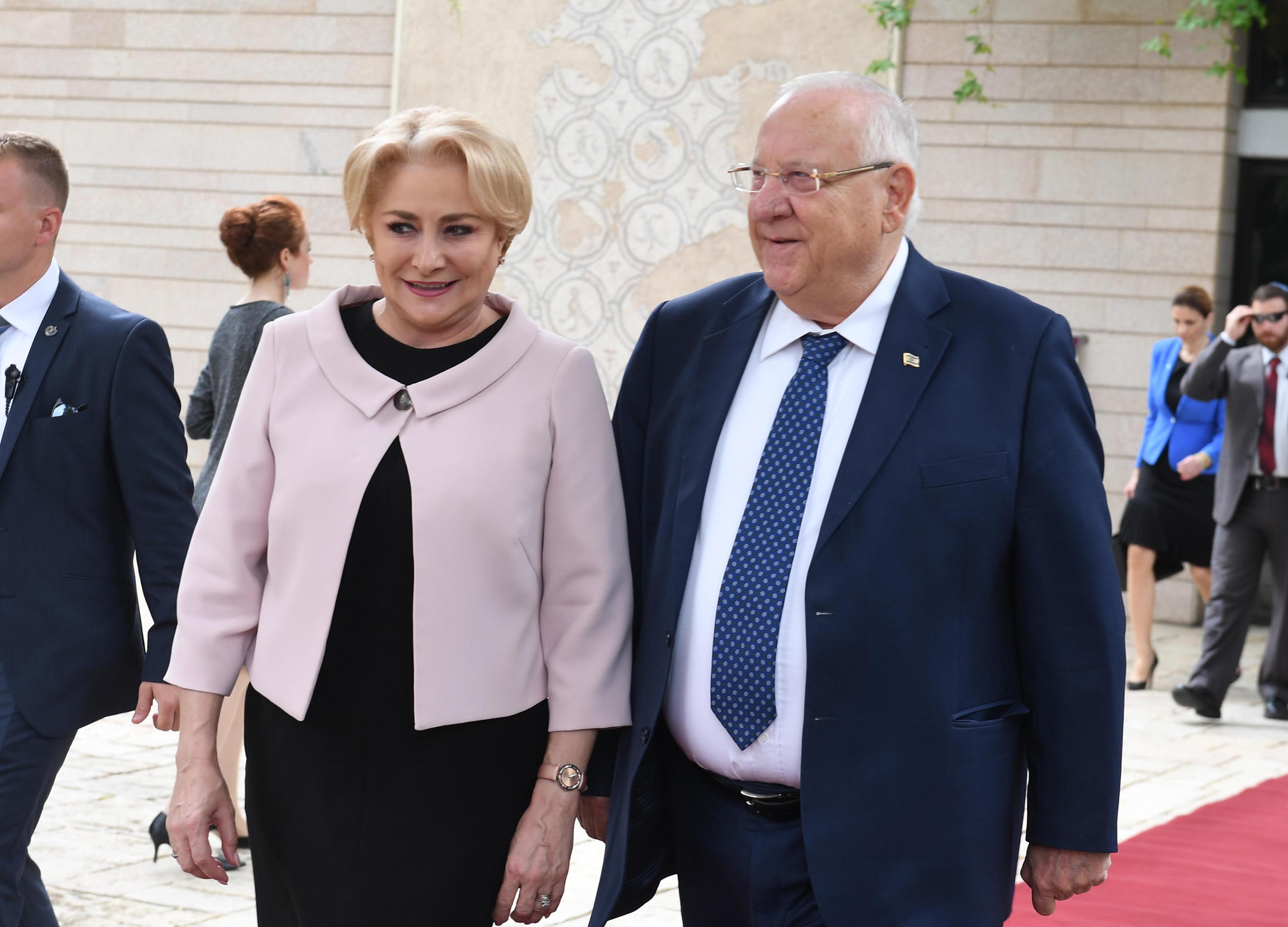
2018年4月、イスラエルの大統領ルーベン・リブリンと

2018年1月17日、ダンチラは所属する社会民主党からルーマニアの首相に推挙された。首相のミハイ・トゥドセは1月15日、政権内部の権力争いのため与党から支持を失い、すでに辞任していた。大統領のクラウス・ヨハニスは社会民主党の推薦を受け入れ、ダンチラを次期首相に指名したが、主要野党はこうした動きを厳しく批判した。ダンチラ内閣は1月29日に国会で信任され、正式に発足した。女性首相はルーマニア史上初めてであった。また、ダンチラの首相就任でルーマニアでは1年間に3度も政権が交代することとなった。首相就任にともない、欧州議会議員は1月28日に辞職した。
しかしダンチラ政権の進める司法制度改革は、他のEU諸国から司法介入であり法による秩序を脅かすと批判を受けた。また、社会民主党の幹部が汚職事件で収監されたほか、積極的な財政政策も財政や経常収支に悪影響を及ぼしていると不評であったため、徐々に国民の支持を失っていった。そして2019年10月8日、議会は内閣不信任決議案を賛成238票の過半数（全体では上下院合わせた465人）で可決し、ダンチラ政権は崩壊した。

## 不祥事・失言
2018年2月、ダンチラは野党の欧州議会議員について、「EUを誤った方向に導いて」おり、「まるで自閉症患者のようだ」と批判した。この発言には自閉症児保護者の会がただちに反応し、政治問題において「自閉症」という言葉を非常にネガティブな意味で用いることは、我々に対する侮辱にあたると主張した。ルーマニアの全国差別撲滅評議会も、この件に関して、ダンチラへの事情聴取の手続きを開始した。その後、ダンチラは自閉症スペクトラム障害の人々を侮辱する意図はなかったと述べ、謝罪した。
ダンチラはまた、文法や格変化、政治関連の語彙に関するルーマニア語の知識を欠いていることでも批判されたことがある。ブカレスト大学学長で元教育相のミルチャ・ドゥミトルは、ダンチラのルーマニア語は「ほとんど意味不明」であり、「文としてまったく成り立っておらず、論理的にも一貫していない」と述べた。大統領のヨハニスは、国内外の諸問題に関して、ダンチラが会談や電話会議を行うことを拒み続けているため、「首相の職責を全うしておらず、政権を混乱のなかに陥れようとしている」として、ダンチラに辞任を求めた。
2018年7月には、モンテネグロの首相ドゥシュコ・マルコヴィッチとの首脳会談で、モンテネグロの首都ポドゴリツァをプリシュティナ（コソボの首都）と間違えた。そのため、ダンチラはモンテネグロにおいて憤激を買った。

### 大逆罪での刑事告発
2018年5月17日、主要野党国民自由党のルドビク・オルバン党首は、大統領ヨハニスの合意と承認を経ずに在イスラエル大使館をテルアビブからエルサレムに移転したことに関して、大逆罪でダンチラを刑事告発した。その1か月後の6月28日には、組織犯罪・テロリズム捜査総局 (DIICOT) がこの件の捜査に着手した。しかし、DIICOTは9月28日、告発を裏付ける証拠が乏しいとして、大逆は起きてないと結論し、捜査を終結した。

## 人物
石油会社重役で元テレオルマン県議会議員のクリスティネル・ダンチラと結婚している。養子が1人。